# На південь від Ніде
«На південь від Ніде» (англ. South of Nowhere) — мелодраматичний телесеріал американського режисера та продюсера Томмі Лінча. Дата виходу: 4 листопада 2005 (США). За період 2005—2008 років було зреалізовано 3 сезони із загальною кількістю 40 серій тривалістю 22 хвилини.

## Сюжет
Сім'я (чоловік, дружина, двоє синів і донька, Спенсер) переїжджає з маленького містечка (штат Огайо) в Лос-Анджелес. Молоді доводиться адаптуватися до умов нової школи. Спенсер знайомиться з місцевою хуліганкою — Ешлі й поступово закохується в неї. Подолання власних сумнівів, опору батьків, внутрішні страхи, глузування однолітків на шляху до щастя…